# Hándicap asiático
El hándicap asiático (o Asian handicap, en inglés) es una forma de apuesta deportiva en la cual los equipos parten con una ventaja o una desventaja según su estado de forma, de tal manera que el equipo más fuerte debe ganar por un margen mayor para que el apostador gane. El sistema se originó en Indonesia y ha ganado popularidad a comienzos del siglo XXI. Es una forma de apuesta de hándicap. Las desventajas suelen oscilar entre un cuarto de gol y varios goles, incluyendo incluso medios goles.
Lo más importante del hándicap asiático es que reduce el número posible de resultados de tres (en las apuestas tradicionales al 1X2) a dos, eliminando el resultado de empate. Esta simplificación ofrece dos opciones de apuestas, cada una de las cuales tiene un 50% de probabilidad de éxito.
Los hándicaps asiáticos son a la vez buenos y malos para los corredores de apuestas. Por un lado, ayudan a minimizar el riesgo de los corredores, facilitando el comercio con paridad o equilibrio entre la cantidad de apuestas en cada lado del partido. Esto permite a los corredores de apuestas tomar posiciones más grandes en los principales partidos. Por otro lado, los mercados de hándicap asiático son las ofertas de margen típicamente bajas que no contribuyen de manera significativa a la victoria como otras opciones de apuestas con comisión (o vigorish) superiores como 1X2.
El término «hándicap asiático» fue acuñado por el periodista Joe Saumarez Smith en noviembre de 1998, quien en ese momento escribía sobre juegos de azar para periódicos ingleses y un sitio web estadounidense de juegos de azar llamado Vegas Insider. Joe Phan, un corredor de apuestas, le pidió traducir el término del método de apuestas que se denominaba apuesta "hang cheng” en Asia.

## Descripción
Tiene unas reglas específicas, en particular se tiende a evitar el desequilibrio de habilidad entre dos equipos a través de la asignación de una ventaja para uno de ellos. Esa ventaja puede consistir en un gol de ventaja si se refiere a una competición de fútbol, game o set si se refiere a unos acontecimientos de tenis, etc., de manera que el acontecimiento llegue a ser equitativo. El handicap asiático elimina la opción del empate usada en normales múltiples (1x2).
El fútbol (soccer) es uno de los pocos deportes en el mundo en el que el empate es un resultado bastante común. Con probabilidades fijas, los empates son tratados como un resultado adicional para el juego. En otras palabras, los apostantes pierden cuando colocan una apuesta en cualquiera de los equipos para ganar y los empates del juego. Sin embargo, con el hándicap asiático, la posibilidad de un empate se elimina mediante el uso de una desventaja que obliga a que haya un ganador. Esto crea una situación en la que cada equipo tiene una oportunidad de ganar 50-50; similar a las probabilidades de una desventaja de baloncesto o el margen de victoria de fútbol americano que normalmente ofrecen los corredores de apuestas en Las Vegas.
El hándicap asiático es una forma de apostar que crea un entorno más nivelado de apuesta entre dos equipos no coincidentes que compiten, dando una "desventaja" (expresado en metas o puntos) a los equipos antes del saque inicial. En el hándicap asiático, se da un déficit de goles al equipo con más probabilidades de ganar (es decir, el favorito) y se le da una ventaja al equipo menos favorito para ganar (llamado underdog).
Este sistema funciona de una manera directa. El objetivo de la casa de apuestas es crear un hándicap o "línea" que hará que las posibilidades de ganar de cualquiera de los equipos (teniendo en cuenta el hándicap) sea lo más cerca del 50% como sea posible. Dado que las probabilidades son lo más cercano a un 50%, los corredores de apuestas ofrecen pagos cercanos a igualar el dinero, o 1.90 a 2.00. Los hándicaps asiáticos comienzan a partir de un objetivo de cuarto de gol y pueden ir tan altos como 2,5 o 3 goles en partidos con una gran disparidad en la habilidad de los equipos. Lo que hace a los hándicaps asiáticos más interesantes es el uso de los cuartos de gol para acercase tanto a la "línea" como sea posible. Tomados en conjunto con el total del juego, el hándicap predice esencialmente el resultado final del juego.
El handicap asiático se parece mucho al handicap clásico o europeo ya que otorga ventaja o desventaja atendiendo al número de goles, pero tiene particularidades:
No se puede apostar al empate de un partido
Hay handicaps de ¼, ½ o ¾
A la hora de calcular las ganancias se tienen en cuenta las siguientes particularidades:
Si el resultado del partido con el handicap es empate, se devuelve el importe de la apuesta.
Si el resultado del partido con el handicap es una victoria por un cuarto de gol, la ganancia o la pérdida se divide entre 2.
El símbolo del handicap asiático es (: ) Por ejemplo, un handicap 0: 1 significa que se ha añadido un gol al equipo visitante.

## Cuartos de gol o hándicap (two-way) de ambas vías
Muchos partidos están en desventaja en intervalos de ½ y ¼; ambos de los cuales eliminan la posibilidad de un impulso (o push), ya que nadie puede marcar un medio gol. Los cuartos (¼) de desventajas dividen la apuesta entre los dos intervalos (½) más cercanos. Por ejemplo, una apuesta de $ 1,000 con un hándicap de 1 ¾ es lo mismo que apostar $500 en 1 ½ y $ 500 en 2. Con las apuestas de ¼ de hándicap, se puede ganar y empatar (ganar ½ de la apuesta) o perder y empatar (perder ½ de la apuesta). La desventaja de ¼ de gol puede ser expresada por algunos corredores de apuestas como "0 y ½", o como "pk y ½" (por "pick-em"); especialmente para los corredores de apuestas cuyos sistemas están diseñados para los deportes como el fútbol americano y el baloncesto, donde las apuestas tienen una desventaja que está diseñada para hacer que las probabilidades tan igualadas como sea posible.
Las apuestas de los jugadores se dividen automáticamente por igual y se colocan como 2 apuestas separadas. Esto significa que con un punto de 0-0,5 o 0 y ½ de desventaja, la mitad de su apuesta está en el hándicap 0 y la otra mitad está en el hándicap 0,5.
Juego: Everton vs. Newcastle United
Hándicap: Newcastle +1.0, +1.5
Explicación: Este hándicap determina que la mitad de tu apuesta va para la victoria de Newcastle, empate o perder por menos de 1 gol; y la otra mitad para la victoria de Newcastle, empate o perder por menos de 1,5 goles.
Si el resultado final es Everton 1-0 Newcastle, la mitad de tu apuesta sería devuelta debido al empate (Everton 1-1 Newcastle, es decir: Newcastle perdió exactamente por un gol). La segunda mitad ganaría (Everton 1-1,5 Newcastle, es decir: Newcastle perdió por menos de 1,5 goles).

## Hándicaps enteros y empates
En el caso de que un número entero se utilice para el hándicap, el marcador final ajustado por el hándicap podría resultar en un empate. Esta situación no es un empate, sino un empujón (push). Con un empujón, todos los apostantes obtienen de vuelta sus apuestas originales porque no hay un ganador.
| Hándicap | Resultado de equipo | Resultado de apuesta                       | Hándicap | Resultado de equipo | Resultado de apuesta                      |
| 0        | Gana                | Gana                                       | 0        | Gana                | Gana                                      |
| 0        | Empate              | Reembolso de apuesta                       | 0        | Empate              | Reembolso de apuesta                      |
| 0        | Pierde              | Pierde                                     | 0        | Pierde              | Pierde                                    |
| - 0.25   | Gana                | Gana                                       | + 0.25   | Gana                | Gana                                      |
| - 0.25   | Empate              | Pierde mitad y Reembolso de la otra mitad  | + 0.25   | Empate              | Gana mitad y Reembolso de la otra mitad   |
| - 0.25   | Pierde              | Pierde                                     | + 0.25   | Pierde              | Pierde                                    |
| - 0.50   | Gana                | Gana                                       | + 0.50   | Gana                | Gana                                      |
| - 0.50   | Empate              | Pierde                                     | + 0.50   | Empate              | Gana                                      |
| - 0.50   | Pierde              | Pierde                                     | + 0.50   | Pierde              | Pierde                                    |
| - 0.75   | Gana por 2+         | Gana                                       | + 0.75   | Gana                | Gana                                      |
| - 0.75   | Gana por 1          | Gana mitad y Reembolso de la otra mitad    | + 0.75   | Empate              | Gana                                      |
| - 0.75   | Empate              | Pierde                                     | + 0.75   | Pierde por 1        | Pierde mitad y Reembolso de la otra mitad |
| - 0.75   | Pierde              | Pierde                                     | + 0.75   | Pierde por 2+       | Pierde                                    |
| - 1.00   | Gana por 2+         | Gana                                       | + 1.00   | Gana                | Gana                                      |
| - 1.00   | Gana por 1          | Reembolso de apuesta                       | + 1.00   | Empate              | Gana                                      |
| - 1.00   | Empate              | Pierde                                     | + 1.00   | Pierde por 1        | Reembolso de apuesta                      |
| - 1.00   | Pierde              | Pierde                                     | + 1.00   | Pierde por 2+       | Pierde                                    |
| - 1.25   | Gana por 2+         | Gana                                       | + 1.25   | Gana                | Gana                                      |
| - 1.25   | Gana por 1          | Pierde mitad y Reemboloso de la otra mitad | + 1.25   | Empate              | Gana                                      |
| - 1.25   | Empate              | Pierde                                     | + 1.25   | Pierde por 1        | Gana mitad y Reembolso de la otra mitad   |
| - 1.25   | Pierde              | Pierde                                     | + 1.25   | Pierde por 2+       | Pierde                                    |
| - 1.50   | Gana por 2+         | Gana                                       | + 1.50   | Gana                | Gana                                      |
| - 1.50   | Gana por 1          | Pierde                                     | + 1.50   | Empate              | Gana                                      |
| - 1.50   | Empate              | Pierde                                     | + 1.50   | Pierde por 1        | Gana                                      |
| - 1.50   | Pierde              | Pierde                                     | + 1.50   | Pierde por 2+       | Pierde                                    |
| - 1.75   | Gana por 3+         | Gana                                       | + 1.75   | Gana                | Gana                                      |
| - 1.75   | Gana por 2          | Gana mitad y Reembolso de la otra mitad    | + 1.75   | Empate              | Gana                                      |
| - 1.75   | Gana por 1          | Pierde                                     | + 1.75   | Pierde por 1        | Gana                                      |
| - 1.75   | Empate              | Pierde                                     | + 1.75   | Pierde por 2        | Pierde mitad y Reembolso de la otra mitad |
| - 1.75   | Pierde              | Pierde                                     | + 1.75   | Pierde por 3+       | Pierde                                    |
| - 2.00   | Gana por 3+         | Gana                                       | + 2.00   | Gana                | Gana                                      |
| - 2.00   | Gana por 2          | Reembolso de apuesta                       | + 2.00   | Empate              | Gana                                      |
| - 2.00   | Gana por 1          | Pierde                                     | + 2.00   | Pierde por 1        | Gana                                      |
| - 2.00   | Empate              | Pierde                                     | + 2.00   | Pierde por 2        | Reembolso de apuesta                      |
| - 2.00   | Pierde              | Pierde                                     | + 2.00   | Pierde por 3+       | Pierde                                    |

## Hándicap asiático vs. hándicap europeo
El hándicap europeo y el asiático son sistemas que comparten el propósito de nivelar las probabilidades entre competidores desiguales. Sin embargo, presentan diferencias clave:
1. Número de resultados posibles:
  - En el hándicap europeo, existen tres posibles resultados: victoria del equipo A, empate, o victoria del equipo B. Esto incluye la opción de un empate en términos del hándicap aplicado.
  - En el hándicap asiático, el empate se elimina como opción, dividiendo las apuestas entre posibles líneas de hándicap (por ejemplo, +0.5, +1.0, +1.5), lo que reduce los resultados posibles a dos: victoria o derrota.

1. Devolución de apuestas:
  - En el hándicap asiático, es común que se devuelva el importe apostado si el resultado coincide exactamente con la línea de hándicap establecida (por ejemplo, si el hándicap es -1.0 y el equipo gana por un gol de diferencia).
  - En el hándicap europeo, no se contempla la devolución, ya que siempre se define un resultado ganador, incluyendo el empate.[6]